# 朝鮮民主主義人民共和國的啤酒
朝鮮民主主義人民共和國（以下簡稱朝鲜）的啤酒源於1930年代的朝鮮日治時期。如今，朝鲜境內有至少十家的大型啤酒廠和為數眾多的精釀啤酒廠，其中最大的啤酒品牌為大同江啤酒。朝鲜在物資分配和電力供給方面的問題促使朝鲜釀酒商轉型：因為啤酒配給的問題，許多餐館和酒店都設有自己的小型釀酒廠；由於電力供給不穩定，啤酒不方便冷藏，於是朝鲜人自創蒸汽啤酒（源於美國，是一種在高於常溫的溫度下釀造的啤酒）。雖然朝鲜最受歡迎的酒是燒酒，不過啤酒也佔有一席之地。朝鲜人想要喝到啤酒必須使用糧票，而前往朝鮮旅遊的遊客則不受此限制，他们可以用外幣购买啤酒饮用。

## 歷史
正值朝鮮日治時期的1930年代，日本人將德國拉格啤酒引進朝鮮。截止至第二次世界大戰結束和朝鮮獨立過後的1960年，北韓所有的啤酒都是國內自行釀造的。啤酒的配給量在1980年代相當高，普通北韓人也可以喝得到。然而，到了1990年代中期，北韓的物資配給制度崩潰，北韓人只有在重要節日才能配給到一瓶燒酒和三瓶啤酒。所有啤酒都裝在劣質的國產玻璃瓶中。1994年至1998年饑荒期間，因醫療設備匱乏而朝鲜又实行免费医疗，啤酒瓶被拿來做靜脈注射的吊瓶，遭到世界卫生组织的批评。
2000年，北韓經濟已復甦。雖然北韓早已設有啤酒廠，不過北韓時任領導人金正日打算繼續發展北韓的釀酒工業。當年夏天，北韓國有的大同江啤酒公司獲准買下英國老牌啤酒廠「特羅布里奇的亞舍斯」的設備，運回北韓。2001年，位於北韓首都平壤寺洞區域的大同江啤酒廠建設完工，並於隔年4月對外公開。不久後，樂園精釀啤酒廠與羊角島飯店精釀啤酒廠也在平壤開設。
2016年8月，大同江啤酒廠在全國舉辦北韓有史以來第一次的啤酒節。不過到了隔年，啤酒節就因故取消了，原因可能是旱災。

## 釀造
由於亞洲酒的主原料稻米在北韓被当做食物，所以北韓人大多採用不會拿來做食物的大麥來釀啤酒。因此，北韓的啤酒顏色更深、更濃郁且帶有麥芽香。一位作家說，外在因素「迫使北韓人釀出比世上其他國家更有趣的啤酒」。啤酒的原料啤酒花也是北韓自產的。出於北韓人的口味偏好，北韓啤酒的啤酒花含量較低。北韓的工業並不發達，沒有水資源的汙染問題，因此北韓的啤酒廠有充沛的淡水可用。釀酒的其餘原料需從國外進口。

## 啤酒文化
雖然北韓處於孤立狀態，卻有著多采多姿的啤酒文化。在北韓，人們把啤酒當做軟性飲料，成人和兒童都會喝啤酒，但啤酒並不是北韓最受歡迎的酒。比起啤酒，北韓人更喜愛燒酒，因此北韓啤酒知名度並不高。雖然如此，啤酒和燒酒仍是北韓最常見的兩種酒，啤酒在所有酒中佔5.1%。不過，有說法稱北韓人「熱愛啤酒的程度不亞於歐美人」。一位業餘釀酒師喬許·湯瑪士（Josh Thomas）說道：
平均來說，平壤男性喝啤酒的頻率相當頻繁——每週至少一次。農村人口喝酒的次數就比較低，有的甚至滴酒不沾。北韓的啤酒文化主要是男人下班後去酒吧喝個幾杯，然後回家。這種文化還在成長。
據報導，下班後的上班族、退休老人、家庭主婦、公務員和工人都會到啤酒屋。有人認為，喝啤酒的文化在未來也會進入年輕人圈子。其實早在1970年代，北韓的年輕人就已仿效大韓民國（以下簡稱南韓），掀起了一股喝啤酒和演奏民俗音樂的風潮。

## 取得方式

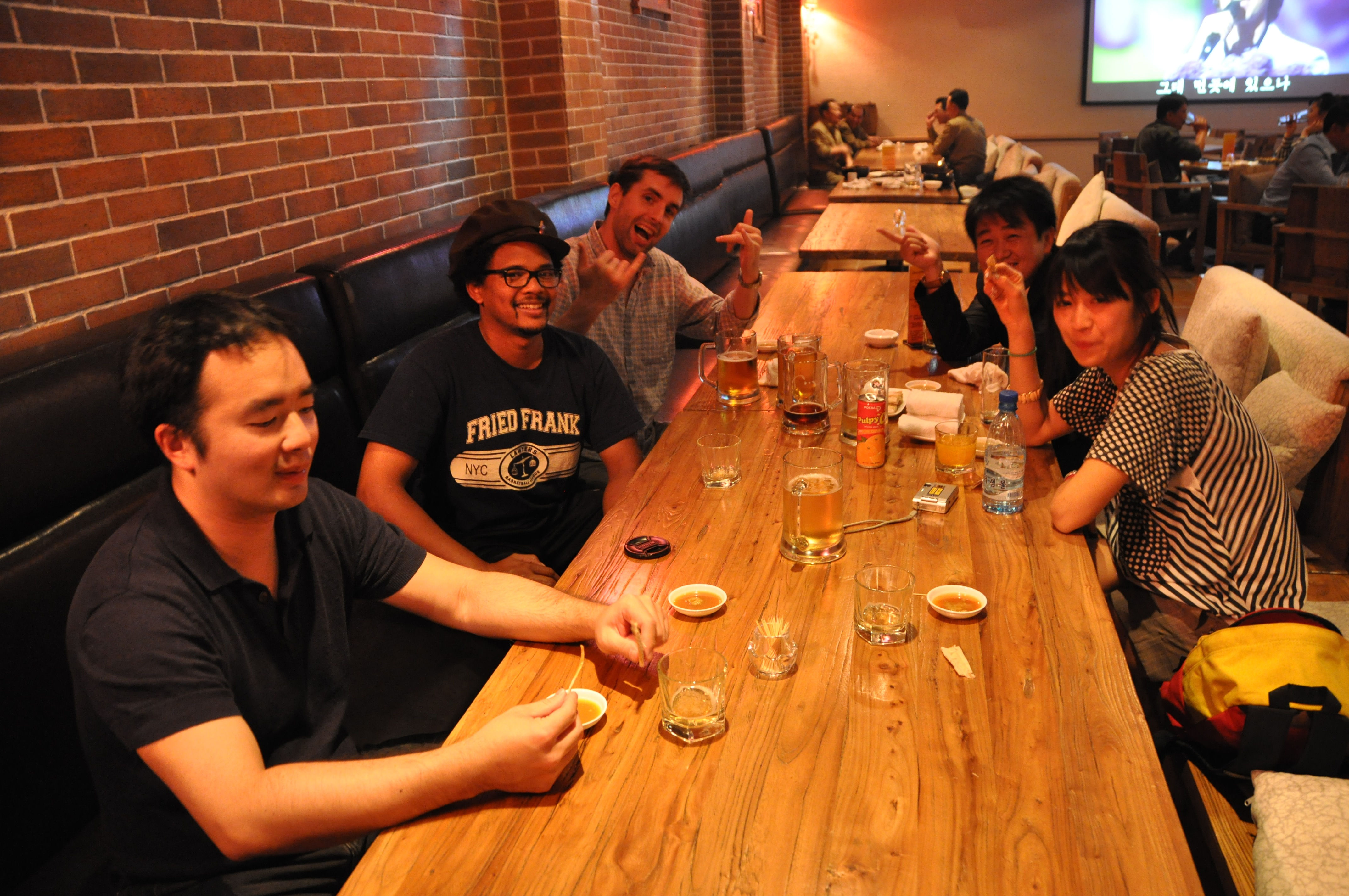
一群在平壤3號精釀啤酒廠喝啤酒的遊客。遊客可以自由飲用啤酒，不受限制

大量生產的啤酒在北韓很常見。若想取得啤酒，北韓人必須使用糧票。只有居住在平壤的北韓男子可以拿到啤酒券，供他們每月在低檔次的酒吧喝1至2公升的啤酒。這些限制使得啤酒成為只有少數人才能喝的飲料。不過對於平壤的暴發戶來說，進出啤酒店不過是家常便飯。有不少人會開精釀啤酒廠自釀啤酒（見#精釀啤酒廠），而有的沒有啤酒喝的窮困鄉下人會用他們找得到的任何材料釀造啤酒：「我們拿矢車菊和啤酒花釀出了顏色詭異的乳白色東西，但至少這玩意像啤酒一樣有泡沫」，一位脫北者說。
早期，平壤各地仅有政府經營的啤酒屋，如今因政府經濟管控政策放鬆，在私人餐廳也可以喝到啤酒。酒吧在平壤也十分常見。另外，在夏天或節日，平壤會出現許多搭著帳篷的啤酒攤販。
外國遊客不受與北韓人相同的限制，可以自由用外幣購買啤酒。國際酒店販賣的啤酒要價2歐元左右。
在菜市場，一瓶啤酒要價約53北韓圓。海尼根、虎牌啤酒、艾丁格啤酒和巴伐利亞啤酒等國外啤酒在北韓也日漸普遍。一罐中國啤酒（如青島啤酒或哈爾濱啤酒）在北韓黑市要價可達4,000北韓圓。

## 品牌與種類

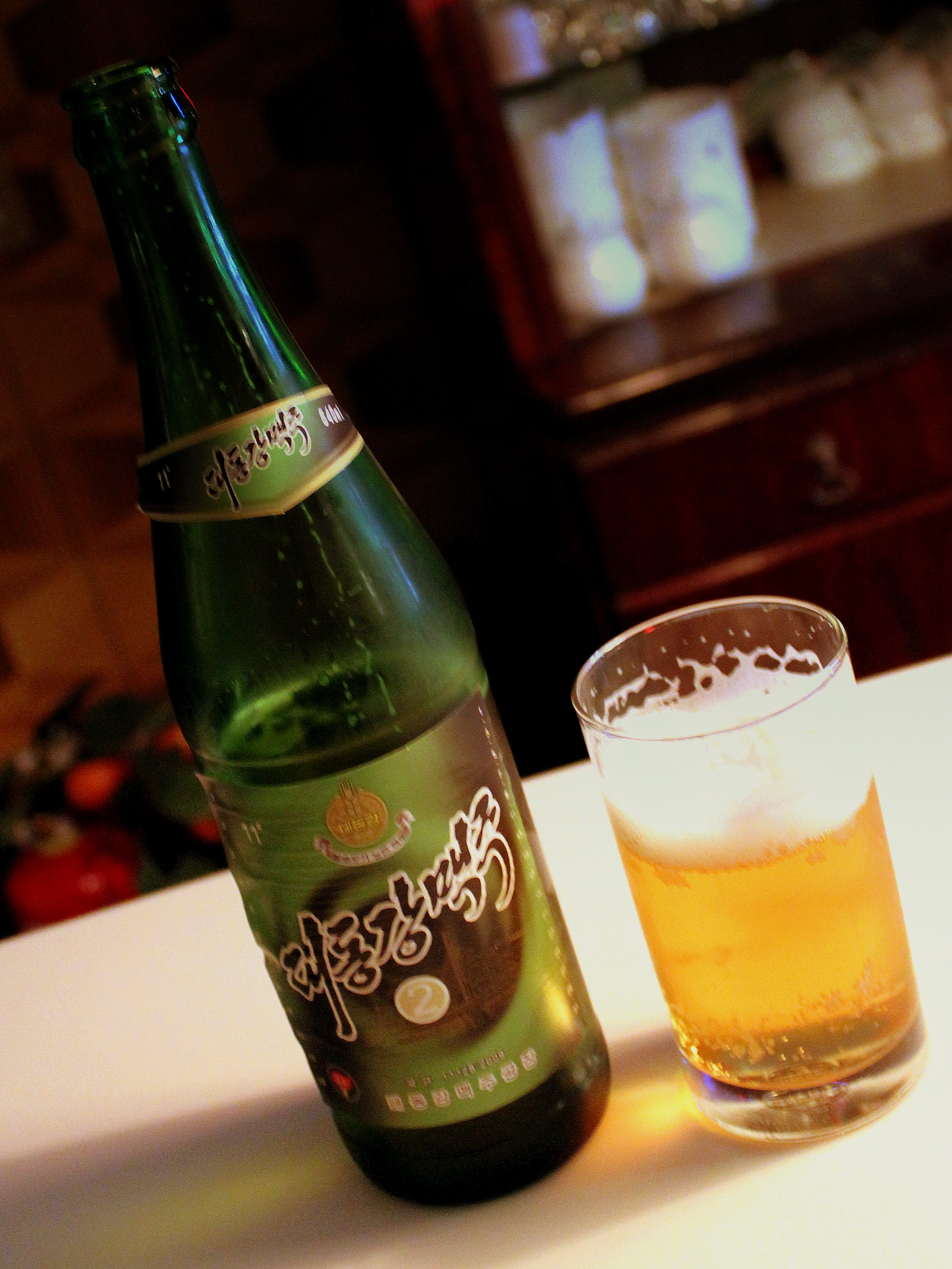
大同江啤酒是北韓最大的啤酒品牌

北韓有至少十家的大型啤酒廠，比南韓還多。北韓的啤酒廠有樂園精釀啤酒廠（以小麥啤酒為主）、羊角島飯店精釀啤酒廠（以美式金色麥啤為主）和大同江啤酒廠（以拉格啤酒為主）等。北韓的啤酒十分多樣，最主要的有蒸汽啤酒、燕麥司陶特啤酒、巧克力波特啤酒和淡愛爾啤酒，也有比較少見的米啤酒。喬許·湯瑪士說，「以一個常受飢荒之苦的國家來說，北韓的啤酒種類相當豐富」。
大同江啤酒是北韓最大也是最頂尖的啤酒品牌，《紐約時報》曾將大同江啤酒評為「朝鲜半岛品质最好的啤酒之一」，也有人認為大同江啤酒比亞洲其他大眾市場啤酒都要好。2005年至2007年間，大同江啤酒甚至出口到南韓。北韓的其他啤酒品牌包含與大同江啤酒並列「北韓四大啤酒」的鳳鶴啤酒（北韓高層幹部專用的酒）、龍城啤酒和金剛啤酒，以及平壤啤酒、Pohak啤酒、樂園啤酒和三角啤酒。

### 精釀啤酒廠

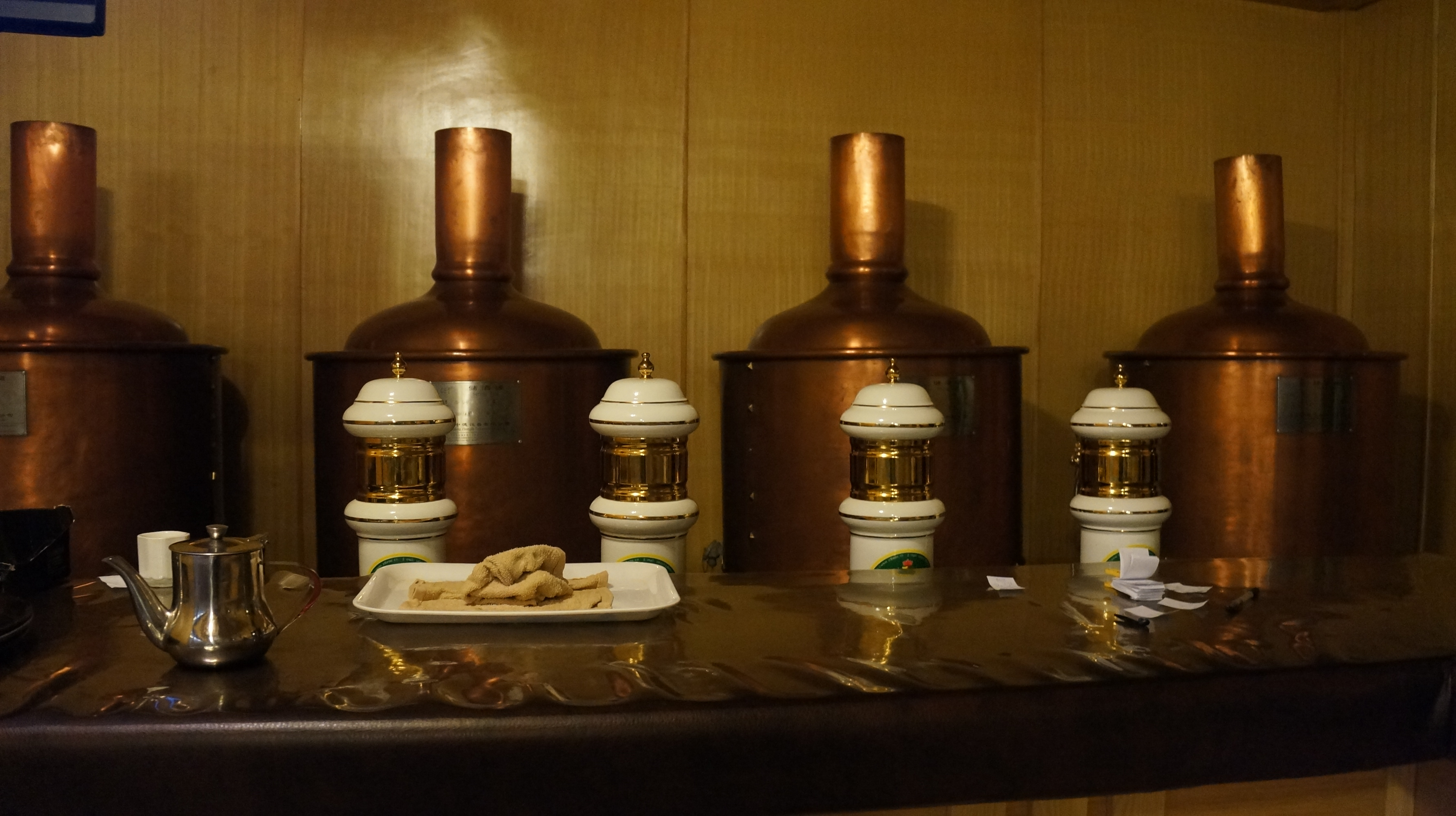
位於平壤的樂園精釀啤酒廠是北韓的精釀啤酒廠之一

北韓也有許多精釀啤酒廠。雖然北韓政府不允許人們自釀啤酒，但他們无法遏制这种情况。有人認為，為數眾多的精釀啤酒廠是為了应对北韓遭到國際制裁、石油供給不足導致啤酒難以配給的情況：
北韓是個精釀啤酒廠遍布的國家。酒店自己釀啤酒，保齡球館自己釀啤酒，餐廳也自己釀啤酒。固然大同江啤酒在全國各地都買得到，但是一有足夠的空間，人們似乎就會為了抵制低效率的供應鏈而自己蓋精釀啤酒廠來釀啤酒。
許多酒吧和酒店都會自行釀造啤酒，如釀出來的啤酒被譽為「當地第一」的平壤高麗酒店和清津市的清津观光饭店等。羅津先鋒經濟特區有一家採用捷克出產設備的精釀啤酒廠。事實上，全北韓只有大同江啤酒廠能算得上大型啤酒廠，其餘的啤酒廠都只算是精釀啤酒廠。

### 蒸汽啤酒
北韓有各式各樣的蒸汽啤酒。蒸汽啤酒源於美國，是一種在高於常溫的溫度下釀造的啤酒。由於北韓電力供給不穩定，啤酒不方便冷藏，因此蒸汽啤酒對北韓人相當重要。冷藏不便也讓愛爾啤酒十分受歡迎。北韓的蒸汽啤酒是由拉格啤酒釀造而成，在北韓十分普及。

## 品質與評價
一般而言，北韓的啤酒品質比南韓較好，且不像南韓的啤酒那麼淡。與北韓相反，許多人認為南韓的啤酒品質低劣，負面評價不斷。英國商業週刊《經濟學人》一篇於2012年11月下旬發布的文章中指出，啤酒是北韓唯一領先於南韓的領域。這篇文章引起了軒然大波，並刺激南韓修改啤酒方面的法律，南韓精釀啤酒廠也逐漸興起。不過，英國廣播公司（BBC）記者史蒂芬·伊凡斯（Stephen Evans）認為：「北韓原本可釀造麥香濃厚的上層發酵啤酒『愛爾啤酒』，他們卻選擇釀口味清爽的下層發酵啤酒『拉格啤酒』，我覺得這個做法不夠明智」。

## 相關
近年，一種疑似將燒酒與啤酒混合饮用的「炸彈酒」（类似华人社会流传的“深水炸弹”）自南韓傳入北韓，朝鮮中央廣播電台提醒北韓民眾，炸彈酒「會對心臟和肝臟等調節體溫的器官造成影響」。